# Хефшеджан
Хефшеджа́н (перс. هفشجان‎) — город на юго-западе Ирана, в провинции Чехармехаль и Бахтиария. Входит в состав шахрестана  Шехре-Корд.
На 2006 год население составляло 20 042 человека; в национальном составе преобладают бахтиары.
Альтернативные названия: Джастеджун (Jasteh Jun), Хефешджан (Hafeshjān), Хушегун (Hushegūn), Хошегун (Hosheh Gūn).

## География
Город находится на северо-востоке Чехармехаля и Бахтиарии, в горной местности центрального Загроса, на высоте 2 024 метров над уровнем моря.
Хефшеджан расположен на расстоянии приблизительно 10 километров к юго-западу от Шехре-Корда, административного центра провинции и на расстоянии 380 километров к юго-западу от Тегерана, столицы страны. Большинство трудоспособного населения занято в сельском хозяйстве.